# Paul Wilhelm Schmid

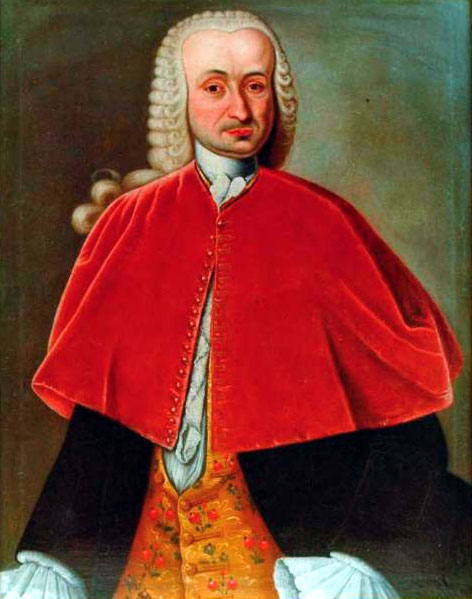
Wilhelm Paul Schmid

Paul Wilhelm Schmid auch: Schmidt (* 13. November 1704 in Jena; † 16. April 1763 ebd.) war ein deutscher Rechtswissenschaftler.

## Leben
Paul Wilhelm wurde als Sohn des Kanonikers in Zeitz und Hofgerichtsadvokaten in Jena Johann Christian Schmid († 6. Januar 1735 in Jena) und dessen Frau Eleonora Louise (Ludovika) Kühnhold, die Tochter des Paul Kühnhold Erb-, Lehn und Gerichtsherr in Tambachtsdorf und Wölfis, geboren. Seine erste Ausbildung erhielt er durch Privatlehrer und an der Ratsschule in Jena, welche unter der Leitung des Rektors Johann Peter Reusch stand. 1723 bezog er die Universität Jena um ein Rechtsstudium zu absolvieren. Hierzu besuchte er zunächst Vorlesungen an der philosophischen Fakultät zur Logik und Metaphysik bei Johann Jacob Syrbius, in Moralphilosophie bei Johann Jacob Lehmann (* 17. Oktober 1683 in Erfurt; † 29. November 1740 in Jena) und zur Philosophie bei Heinrich Köhler.
Seine Rechtswissenschaftlichen Studien absolvierte er bei Johann Christian Schröter, Wilhelm Hieronymus Brückner, Burkhard Gotthelf Struve und Kaspar Achatius Beck. Auf Rat seines Vaters zog er 1727 an die Universität Leipzig, wo Michael Heinrich Gribner und sein Onkel Friedrich Alexander Kühnhold (1693–1767) seine Lehrer wurden. Dort absolvierte er am 14. April 1728 sein Advokatsexamen und begann anschließend eine Kavaliersreise. Diese führte ihn an die Universität Halle, die Universität Wittenberg, nach Dresden, Niedersachsen und Holstein. Zurückgekehrt nach Jena, promovierte er am 4. November 1730 zum Doktor der Rechte und wurde im selben Jahr Advokat am Jenaer Hofgericht.
Seit 1753 wirkte er als Privatdozent daselbst und wurde 1755 ordentlicher Professor der Rechte, sowie damit verbunden Assessor am Schöppenstuhl. 1756 übernahm er die Professur der Instituten und wurde Assessor am Hofgericht. Nach dem Tod von Johann Wilhelm Dietmar übernahm er 1759 die Professur der Pandekten und man ernannte ihn zum Hofrat von Sachsen-Coburg. Zudem beteiligte sich Schmid an den organisatorischen Aufgaben der Hochschule. So war er Dekan der Juristenfakultät und in den Sommersemestern 1757, 1763 Rektor der Alma Mater. Sein Hauptwerk Institutiones praxeos undiciariae tam fori communis, quam Saxonici, wurde auch nach seinem Tod als Kompendium bei praktischen Vorlesungen gebraucht.

## Familie
Schmid war zwei Mal verheiratet. Seine erste Ehe schloss er am 18. Februar 1740 mit Magaretha Maria Christiana Brückner (1719–1750), die Tochter des Hofregierungs- und Konsistorialrates von Sachsen Weimar Adam Martin Brückner. Seine zweite Ehe ging er am 19. April 1756 mit Anna Sophie Jacobina Günther, die Witwe des Hofrats Friedrich Amand Trautmann, die Tochter des Superintendenten von Kahla Johann Caspar Günther, ein. Aus erster Ehe stammen Kinder. Von diesen kennt man:
- Adam Ludwig Friedrich Schmid (* 19. Februar 1741 in Jena; † 9. Mai 1821 in Jena) Hofadvokat und später Amtmann in Kaltennordheim, Ratsherr und Bürgermeister Weimar, verh.  21. November 1773 mit Ernestine Sophie Auguste Jäger (* 15. Dezember 1753; † 25. Januar 1819 in Meusebach)
- Eleonore Wilhelmine Christiane Schmid (* 18. Januar 1743 in Jena; † ) verh. 3. Juni 1762 mit Ehregott Nikolaus Bagge (* 8. November 1725 in Göteborg/Schweden; † 16. März 1796 in Coburg) Sup. Neustadt an der Heide und Generalsuperintendent Coburg
- Johann Wilhelm Schmid (* 29. August 1744 in Jena; † 1. April 1798 ebd.) wurde Theologe. Dr. theol., Mag. phil.
- Sophia Christiana Carolina Schmid (* 4. Oktober 1746 in Jena)
- Rudolph Ludwig Gottlieb Schmid (* 21. Oktober 1748 in Jena; † 21. Juli 1814 in Sulzbach) Pfarrer
- Ernst Wilhelm Schmid (* 23. Juli 1750 in Jena)

## Werke (Auswahl)
- Diss. de denunciationibus de suggestu. Jena 1727 (Präsens Johann Christian Schmid, Online)
- Diss. inaug. de emendata, occasione Reformationis b. Lutheri, doctrina de decimis, praecipue Novalibus. Jena 1730 (Präsens Wilhelm Hieronymus Brückner, Online)
- Diss. jur. officium et prudentiam iudicis circa amicabilem litium compositionem exponens, eamque recte institutam omnino esse congruum medium ad eas sopiendas et abbreviandas, probans. Jena 1747 (Resp. Achat Ludwig Carl Schmid (1725–1784), Online)
- Diss. jur. de rationum decidendi utilitate et effectibus. Jena 1750 (Resp. Carl Friedrich Sartorius, Online)
- Institutiones praxeos iudiciariae, tam fori communis, quam Saxonici, commoda auditorum methodo adornatae. Jena 1751.
- Dissertatio Ivridica De Collatione Canonicatvs Inferioris Qvatenvs Differt A Collatione Canonicatvs Ecclesiae Cathedralis. Jena 1752 (Resp. Johann Christoph Hartung (Erfurt), Online)
- Commentatio acad. de tortura in caussis civilibus et delictis levioribus regulariter exsule. Jena 1754 (Resp. Philipp Reinhard Wegelin, Online)
- Progr. de successione ab intestato exemtorum, tam quoad mobilia, quam immobilia, ex iure, quo ipsi usi fuerunt, ordinanda. Jena 1755.
- Diss. jur. de diversitate bonorum in successione ab intestato adscendentium et iure Romano et Germanico non attendenda. Jena 1755 (Resp. Christian Heinrich Paulssen (Jena), Online)
- Diss. Theses controversae e doctrina de successione ab intestato selectae. Jena 1755.
- Diss. de statutis civitatum, quatenus incolas suburbiorum, praecipue circa successionem ab intestato obligant. Jena 1755.
- Diss. de successione collateralium ab intestato una cum adscendentibus. Jena 1755.
- Diss. de successione legitima in bona defuncti propinquorum et extraneorum. Jena 1755.
- Diss. de privadone successionis ab intestato poenali. Jena 1755.
- Diss. jur. de uxore mariti haerede, quatenus ad eius aea alienum solvendum ex statuto tenetur, in integrum non resiituenda. Jena 1755 (Resp. Johann Samuel Gesner, Rothenburg/Franken, Online)
- Diss. jur. de effectu possessionis et custodiae circa furtum, illiusque poenam; ad illustrandum Artic. CLXX Constit. Crim. Caroli V. Jena 1756 (Resp. Peter Fickelscher, Online)
- Diss. inaug. jur. Controversias quasdam circa Recessum Executionis A. MDCXLIX. et Norimbergae conclusum exponens, eiusque convenientiam cum ipso Instrumento Pacis Westphalicae vindicans. Jena 1758 (Resp. Emanuel Biermann (1734 in Augsburg-), Online)
- Diss. inaug. de iure retentionis circa pignus post motum concursum in tantum cessante. Jena 1759 (Resp. Johann Georg Möhrlin (Ravensburg/Schlesien), Online)
- Progr. de poena conventionali circa mutuum. Jena 1760 (Dekanatsprogramm zur Promotion von Nicolai Heinrich Evers (* 15. August 1736 in Lübeck), Online)
- Diss. inaug. jur de iure praelationis fisco intuitu tributorum, prae creditore hypothecario, cuius simul pecunia fundus est acquisitus, et cui dominium a venditore cessum, competente. Jena 1760 (Resp. Johann Carl Baur von Eyseneck (1736 Frankfurt/Main-1775), Online)
- Progr. de modis quibusdam probandae immunitatis a tributorum praestatione frustraneis. Jena 1760 (Dekanatsprogramm zur Promotion von Johann Carl Baur von Eyseneck (* 8. März 1736 in Frankfurt/Main-1775), Online)
- Diss. jur. de insinuatione donationis quingentos solidos excedentis, coram iudice incompetente haud suscipienda. Jena 1761 (Resp. Adam Ludwig Friedrich Schmid (* 1741 in Jena-1821), Online)
- Dissertatio Inavgvralis Ivridica Selecta Qvaedam Capita E Doctrina De Lvcro Cessante Et Damno Emergente Continens. Jena 1763 (Resp. Anton Hertzberg (Wismar), Online)
- Christus magnus ovium pastor a mortuis redux. Commentatio altera ad sacra paschatis rite peragenda in Academia Ienensi proposita. Jena 1763 (Online)

### Herausgeberschaft
- Jo. Rudolphi Engavii, ICti, Decisiones et Responsa iuris selecta varii argumenti, auspiciis inclytae Facultatis iuridicae et Scabinatus Jenensis elaborate, et in tres Partes divisa, e scriptis b. Auctoris collect, in ordinem redacta et revisa, additis summariis et indice copiosissimo, curante D. Paulo Wilhelm Schmidio, P. P. qui et Praefationem adiecit, in qua memorabilia, quaedam Collegiorum iuridicorum Jenensium exposita. Jena 1761.